# Teriocolias zelia
Teriocolias zelia är en fjärilsart som först beskrevs av Lucas 1852.  Teriocolias zelia ingår i släktet Teriocolias och familjen vitfjärilar. Inga underarter finns listade i Catalogue of Life.